# Antonino Lombardo (mafioso)
Antonino Lombardo, detto Tony (Galati Mamertino, 23 novembre 1891 – Chicago, 7 settembre 1928), è stato un mafioso italiano, boss mafioso di Chicago degli anni venti, presidente dell'"Unione Siciliana" ed associato di Al Capone.

## Biografia
Emigrato in America nei primi anni del Novecento, divenne un importante commerciante all'ingrosso di Chicago. Fu in affari con Joe Aiello, con il quale importava prodotti tipici siciliani.
Da lungo tempo affiliato alla mafia, nella Famiglia di Chicago, ricercò un accordo dopo la morte di  Mike Merlo, avvenuta nel 1924 e lo scoppio della guerra di mafia per il controllo di alcune zone di Chicago tra il gruppo di Al Capone e gli irlandesi della "North Side Gang", guidata da Dean O'Banion. Nello stesso periodo si associò ad Al Capone, che lo fece nominare presidente dell'Unione Siciliana della città, apportando modifiche che non piacquero ad alcuni membri.
Insieme a Capone, entrò in conflitto con l'ex socio Joe Aiello, che aspirava a diventare presidente dell'Unione Siciliana, provocando una nuova guerra di mafia. Il 7 settembre del 1928 fu assassinato all'uscita dalla sede dell'Unione con le sue guardie del corpo (Joseph Lolordo e Joseph Ferraro), da killer inviati dallo stesso Aiello. Dell'omicidio furono sospettati Frank Dimarco, ucciso a New York nel febbraio del 1931, e Pietro e Angelo La Mantia, di Milwaukee. Alla guida dell'"Unione Siciliana" gli successe il suo vice, Pasquale Lolordo.
Lombardo fu sepolto nel Mount Carmel Cemetery ad Hillside, Illinois.
| Controllo di autorità | VIAF (EN) 4019150264375505860002 · LCCN (EN) n2017047287 |